# جيان ماركو كونتي
جيان ماركو كونتي (بالإيطالية: Gianmarco Conti)‏ (1 فبراير 1992 في إيطاليا - ) هو لاعب كرة قدم إيطالي في مركز الوسط. شارك مع منتخب إيطاليا تحت 16 سنة لكرة القدم ومنتخب إيطاليا تحت 17 سنة لكرة القدم. أما مع النوادي، فقد لعب مع إيه سي ميلان ونادي ليكو وAlma Juventus Fano 1906 ‏ وBassano Virtus 55 ST ‏ وبوردينوني كالتشيو وفيرتوس فيرونا.

## وصلات خارجية
- جيان ماركو كونتي على موقع قاعدة بيانات كرة القدم.إي يو (الإنجليزية)
- جيان ماركو كونتي على موقع Soccerway.com (الإنجليزية)

1. ↑  Conti received a call-up to a friendly tournament in March 2008,[1] however the archive of Italian Football Federation did not have the record of the matches (Ireland, Turkey, Malta), thus his cap for the under-16 team was at least: 4 as indicated by the archive, plus starting appearance against منتخب تركيا تحت 17 سنة لكرة القدم, as indicated by Turkish Football Federation.[2]